# 盖尔滕多夫站
盖尔滕多夫站（德語：Bahnhof Geltendorf）是德国巴伐利亚盖尔滕多夫的一个车站。同时这也是慕尼黑快铁的一个车站。
车站共有5个站台，其中3号站台供慕尼黑快铁使用。